# Er-Rteb
Er-Rteb (en àrab الرتب, ar-Rtab; en amazic ⵕⵟⴱ) és una comuna rural de la província d'Errachidia, a la regió de Drâa-Tafilalet, al Marroc. Segons el cens de 2014 tenia una població total de 13.461 persones. Està composta pels ksour : Takhiamt, Zrigat, Rbit, Blaghma, Zaouia lakdima i Zaouia jdida, Lammarka, Douira.